# Петровский, Вадим Артурович
Вади́м Арту́рович Петро́вский (род. 14 августа 1950 года) — российский психолог, доктор психологических наук, ректор Института консультативной психологии (г. Москва), профессор департамента психологии факультета социальных наук НИУ «Высшая школа экономики», ординарный профессор НИУ ВШЭ, Член-корреспондент Российской академии образования (РАО) .
Представитель научной династии российских психологов: отец, Петровский Артур Владимирович, известный российский психолог и организатор науки, доктор психологических наук, действительный член АПН СССР, организатор и первый президент Российской академии образования (1992—1997).
Автор и разработчик мультисубъектной теории личности (1996). Внес научный вклад в области психологии личности, теории и методологии психологии, психологии творчества, математической психологии, психологии рефлексии, консультативной психологии, трансактного анализа и др. Автор более 200 научных публикаций и 18 монографий. Под руководством В. А. Петровского было успешно защищенно 28 докторов и кандидатов наук, в частности, диссертации, представленные на защиту и подготовленные в НИУ ВШЭ, - это работы Крючкова К.С., Сизиковой М.В., Шмелева И.М., Евченко Н.А., Чернышковой Е.Ю. .
Член диссертационного совета РГГУ по психологическим наукам. Член Ученого совета НИУ ВШЭ; научный руководитель Центра фундаментальной и консультативной персонологии Национального исследовательского университета «Высшая школа экономики» .

Окончил 2-ю физико-математическую школу в 1967 году (10"А"). Из учителей на Вадима Петровского повлияли Юрий Манин, ведший углубленный курс математики, и учитель литературы Наталья Васильевна Тугова.
Профессиональную деятельность начал с работы в НИИ общих проблем воспитания АПН СССР (1971-1973), продолжил в НИИ проблем высшей школы (с.н.с., 1975-1979). С 1979 по 1980 г. - ст. преподаватель Института повышения квалификации высших педагогических кадров АПН СССР. С 1980 по 1992 г. работал в НИИ ОиПП АПН СССР и НИИ дошкольного воспитания. В 1987 г. по совместительству возглавил лабораторию ВНИК «Школа», где руководил разработкой «Концепции дошкольного воспитания», которая на конкурсной основе была утверждена Госкомитетом СССР по перестройке системы народного образования (1988). Концепция содержала в себе модель построения личностно-ориентированного образовательного процесса и, в частности, личностно-ориентированной дидактики, трактующей цель образования как развитие самоценных форм активности ребенка (его познавательных, эмоциональных и волевых устремлений) во взаимоотношениях с «природой», «культурой», «другими людьми», «самим собой».
С 1992 по 1996 г. заведовал лабораторией личностно-ориентированной дидактики Института педагогических инноваций РАО. С 1996 г. по настоящее время зав. лабораторией персонологии развития Института дошкольного образования РАО. В этот период под его руководством продолжаются исследования, посвященные анализу взаимодействия детей и воспитывающих взрослых. Совместно с В.Г. Грязевой была разработана концепция творческой одаренности (как формы проявления активной неадаптивности) и экологии творчества (как системы условий адекватной персонализации творчески одаренных индивидуумов). Другая линия научных исследований связана с психологией личности.
Результатом экспериментальных исследований было создание мультисубъектной теории личности , которая объединяет в себе четыре концепции: 1) двойственности самосознания, трактующая индивидуальное «Я»; 2) надситуативной активности, трактующей надиндивидуальное «Я»; 3) персонализации, трактующей отраженное «Я»; 4) универсализации, трактующей трансиндивидуальное «Я». В данной теории впервые выделен и критически проанализирован «постулат сообразности» (телеологический подход в психологии), сформулирован принцип неадаптивности, выдвинута идея полагания индивидом своего инобытия в других (идеальной представленности и продолженности) в качестве критерия существования личности, а также - идея неустранимости противоречия в системе «Я в себе и для себя» и «Я в другом и для другого» как источника динамики (развития и деструкции) личности. В рамках мультисубъектной теории были разработаны понятия «активная неадаптивность», «бескорыстный риск», «избыточные возможности как источник активности», «самотрансценденция», «отраженная субъектность (инобытие индивида как личности)», «Я как причина себя», «кольцо самоподражания», «действенная групповая эмоциональная идентификация (соучаствование)», «Мое Я» и «Мое Ты» и др.; предложена трансактная модель интерпретации источников неадаптивной активности, концепция вхождения личности в новую социальную общность. В развитие идеи «инобытия» индивида как формы существования его личности совместно со своим отцом А.В. Петровским была разработана идея потребности и способности персонализации, объясняющая чередование фаз динамики личности в онтогенезе. Феноменология самотрансценденции очерчена на основе предложенных В.А. Петровским методов «виртуальной», «отраженной» и «возвращенной субъектности», представленных многочисленными экспериментальными методиками. 
Значимое направление исследований В.А. Петровского - теория и методология психологии. Совместно с А.В. Петровским, им разработана категориальная система теоретической психологии - логический инструмент саморефлексии психологии: упорядочивания и связывания категорий, стихийно сложившихся в истории психологии. В этом русле предложена идея персонологии - «науки личности», объединяющей в себе фундаментальную и прикладную психологию личности. Персонология - это психологическая теория личности, предъявляющая свои конструкты и факты людям и рефлектирующая таким образом свое влияние на поведение и сознание людей.
В развитии концепции надситуативной активности в 2015 г. совместно с И.М. Шмелевым была разработана идея овладевающего поведения.
В последние годы В.А. Петровский разработал ряд моделей, описывающих сознание, самосознание и поведение личности.

## Образование и учёные степени
- 1997 — Профессор МГУ им. Ломоносова
- 1995 — Член-корреспондент РАО[11]
- 1994  — Доктор психологических наук: специальность 19.00.00 «Психологические науки», тема диссертации: Феномен субъектности в психологии личности
- 1977 — Кандидат психологических наук: Институт психологии АН СССР, специальность 19.00.00 «Психологические науки», тема диссертации: Активность субъекта в условиях риска
- 1972 — МГУ им. Ломоносова, специальность «Психология»

## Государственные и профессиональные награды
- Почётный работник высшего профессионального образования Российской Федерации (2012)
- Медаль «В память 850-летия Москвы» (1997)
- «Отличник народного просвещения» (2000)
- «Медаль К. Д. Ушинского» (2001)
- Почетная грамота Высшей школы экономики (август 2010)
- Лауреат премии «Золотая Вышка» — 2011 в номинации Достижения в науке (2011)

- Благодарность Высшей школы экономики (февраль 2011)
- Лучший преподаватель НИУ ВШЭ – 2014
- Почётная грамота Правительства Москвы (октябрь 2017)
- Почетный знак II степени Высшей школы экономики (сентябрь 2020) [1]
- Медаль Л.С. Выготского -2020

## Участие в работе редакционных коллегий (советов) научных журналов
1. Главный редактор журнала НИУ ВШЭ «Психология»
2. Член редколлегии журнала «Психология рефлексивных процессов и управление»
3. Член редколлегии журнала «Московский психотерапевтический журнал. Консультативная психология и психотерапия»